# Lamington (gastronomia)
Il lamington è un dolce australiano, popolare anche in Nuova Zelanda, consistente in un piccolo cubo di pan di Spagna ricoperto di cioccolato e cocco a scaglie. A volte, il lamington contiene un ripieno di confettura.

## Etimologia
Secondo varie testimonianze, fra cui il risultato di un'approfondita analisi di Maurice French, professore emerito della University of Southern Queensland, il lamington prenderebbe il nome da Lord Lamington, governatore del Queensland dal 1896 al 1901 o, con minore probabilità, dalla moglie Lady Lamington. Il primo riferimento pervenuto che spiega l'etimologia del lamington risale al 1927 e collega il dolce a Lord Lamington.

## Storia

### Origini

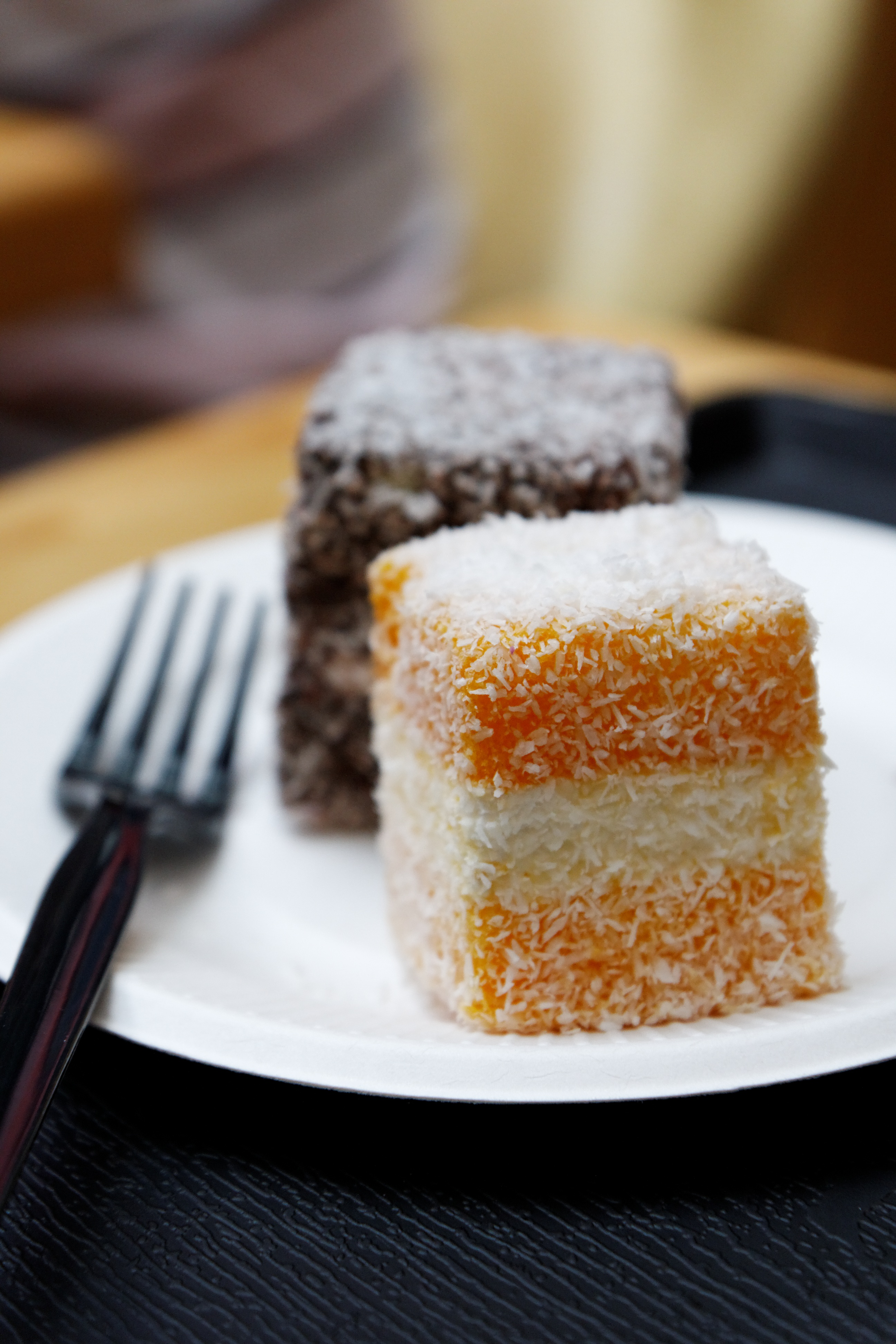
Due lamington al frutto della passione (in primo piano) e al cioccolato (in fondo)

L'identità dell'inventore del dolce è controversa. Numerose fonti attribuiscono l'ideazione del piatto al francese Armand Galland, il cuoco di Lord Lamington che, per sfamare degli ospiti giunti inaspettatamente presso la dimora del suo signore, avrebbe immerso del pan di Spagna nel cioccolato per poi insaporirlo con il cocco. Un altro resoconto sostiene che il pan di Spagna al cioccolato fu inventato da Galland alla Government House del Queensland, a Brisbane, durante il frenetico periodo storico che precedette la nascita della Federazione australiana del 1901, mentre altri vogliono che il cuoco di Lord Lamington (presumibilmente Galland) avesse lasciato cadere accidentalmente un blocco di pan di Spagna nel cioccolato. In un secondo momento, Galland avrebbe deciso di aggiungere del cocco al dolce per renderlo più attraente. Altre fonti ancora vogliono invece che il lamington fu servito per la prima volta a Lord Lamington e il suo entourage giunti alla Harlaxton House di Toowoomba (Australia) per sfuggire al caldo di Brisbane. Qualcuno ritiene che l'inventrice del Lamington fu in realtà Amy Schauer, che fu un'istruttrice di cucina presso il Central Technical College di Brisbane dal 1897 al 1938.
La prima menzione della "lamington cake" appare in un resoconto del 1896 dedicato a un evento tenuto a Laidley, nel Queensland, in onore di Lord Lamington (sebbene si presuma che non vi avesse partecipato) mentre la prima ricetta dedicata al dolce apparve nel 1900 sul Queensland Country Life. Nei due anni che seguirono, apparvero altre ricette per preparare il lamington in altri quotidiani.

### Anni duemila
A partire dal 21 luglio 2006 si festeggia il National Lamington Day in Australia. Come parte delle celebrazioni del Q150 del 2009, il lamington fu ufficializzato fra le icone Q150 del Queensland. In un suo articolo del Guardian pubblicato il 1º aprile del 2014, Olaf Priol (un probabile anagramma di "april fool", cioè "pesce d'aprile") diffuse la falsa notizia secondo cui il lamington fosse in realtà stato inventato in Nuova Zelanda ove prende il nome di Wellington.